# El Adelanto Bañezano
El Adelanto Bañezano es un periódico de ámbito comarcal fundado en 1932. Se edita en la ciudad de La Bañeza, donde se encuentra su sede.

## Historia
Fue fundado por el sacerdote Ángel Riesco Carbajo en 1932, el periódico pertenece a la parroquia de Santa María. Es el segundo periódico más antiguo en activo de la provincia de León tras El Diario de León. Su edición es semanal, alcanzando la número 4000 en el año 2014.
Dentro de su consejo editorial se encuentra el escritor Antonio Colinas, así como José Gabriel González Arias, ex consejero delegado de la Corporación Voz de Galicia, o Marta del Riego, ex redactora jefe de Vanity fair.

## Premio Personaje Bañezano
El periódico concede anualmente el premio Personaje Bañezano con el que, de entre las candidaturas presentadas por sus lectores, el consejo editorial reconoce al galardonado su trayectoria y contribución en favor de La Bañeza. El galardón consiste en una escultura que contiene una alubia de oro. El primer galardonado fue Odón Alonso Ordás,en el año 2000.
| 2000 | Odón Alonso                                  |
| 2001 | Roberto García-Calvo                         |
| 2002 | Juan Turiel Esteban                          |
| 2003 | Margarita Torres                             |
| 2004 | Luís Pedro Carnicero de la Fuente            |
| 2005 | Conrado Blanco González                      |
| 2006 | Antonio Colinas Lobato                       |
| 2007 | Robustiano Pollán del Fraile                 |
| 2008 | Martín Manceñido Fuertes                     |
| 2009 | Valentín Cabero Diéguez                      |
| 2010 | Alejandro Valderas Alonso                    |
| 2011 | Gaspar Luengo de la Fuente                   |
| 2012 | José Luis Falagán Marqués                    |
| 2013 | Antonio Odón Alonso Ramos                    |
| 2014 | Olga Cavero Pérez                            |
| 2015 | Manuel Antonio González Santos               |
| 2016 | Arturo Cabo Carrasco                         |
| 2017 | Mari Trini del Canto Garabito                |
| 2018 | José Gordón Ferrero                          |
| 2019 | Rodrigo Turrado González (Chino)             |
| 2021 | Jesus López Fuertes (Polillo)                |
| 2022 | Pablo Mateos (El camionero Conflictivo)      |
| 2023 | Alejandro Castro de Vicente (El Tete Castro) |